# Maškaráda
Maškaráda je fantasy kniha Terryho Pratchetta, osmnáctá ze série Zeměplocha.

## Obsah
Magráta Česneková se vdala a z trojice čarodějek zůstaly jen dvě; Bábi Zlopočasná a Stařenka Oggová. Podle tradice by ale čarodějky vždy měly být tři. Stařenka Oggová už má i vyhlédnutou nástupkyni za Magrátu, Anežku Nulíčkovou. Potíž je ale v tom, že Anežka čarodějkou být nechce. Anežka chce být hvězdou v ankh-morporské Opeře a nechce, aby se jí čarodějky pletly do života. Obě čarodějky nemají rády, když se někdo někomu plete do života (což neplatí tehdy, když se někomu do života pletou ony) a proto do Ankh-Morporku nejedou za Anežkou, ale za nakladatelem, kvůli honoráři za Stařenčinu Kuchařku.
Mezitím je Anežka Nulíčková přijata pouze do operního sboru, neboť má sice vynikající hlas, ale její objemná postava má daleko do subtilní operní hvězdy. A tak zatímco Anežka (která přijala umělecké jméno Perdita X.) z davu zpívá za Kristýnu, tajemný Duch vraždí zaměstnance Opery. Mezitím se v Ankh-Morporku objevují Bábi Zlopočasná se Stařenkou Oggovou a jejím kocourem Silverem a hned potom, co přesvědčí nakladatele, že jim dluží tři tisíce tolarů, začnou se o Operu a Ducha zajímat.
Postupem času se ukáže, že za Ducha opery se vydávají dvě osoby; umělecký ředitel Sardelli (který vraždí a krade) a Valtr Plíža, komická postavička, která se s nasazením masky stává neohroženým hrdinou. Za dramatických okolností jsou oba Duchové odhaleni a obě čarodějky se spokojeně vracejí domů. A domů se vrací i Anežka Nulíčková a přidává se k čarodějkám.

## Další zajímavé postavy
- Kateřín Štandlík - bývalý podnikatel v sýru, nyní nový majitel Opery; stále nemůže pochopit že Opera, na rozdíl od sýru nevydělává peníze
- Kristýna - operní hvězda, která kdyby léta dřela zpěv, mohla by to dotáhnout alespoň na velmi špatnou zpěvačku
- Seňor Bazillica - vl. jménem Jindřich Slimejš, nadaný zpěvák a velký jedlík, který netušil, že u lidí se jménem Bazillica se předpokládá, že jedí POUZE těstoviny s rozmačkanými rajčaty.

## Divadelní inscenace

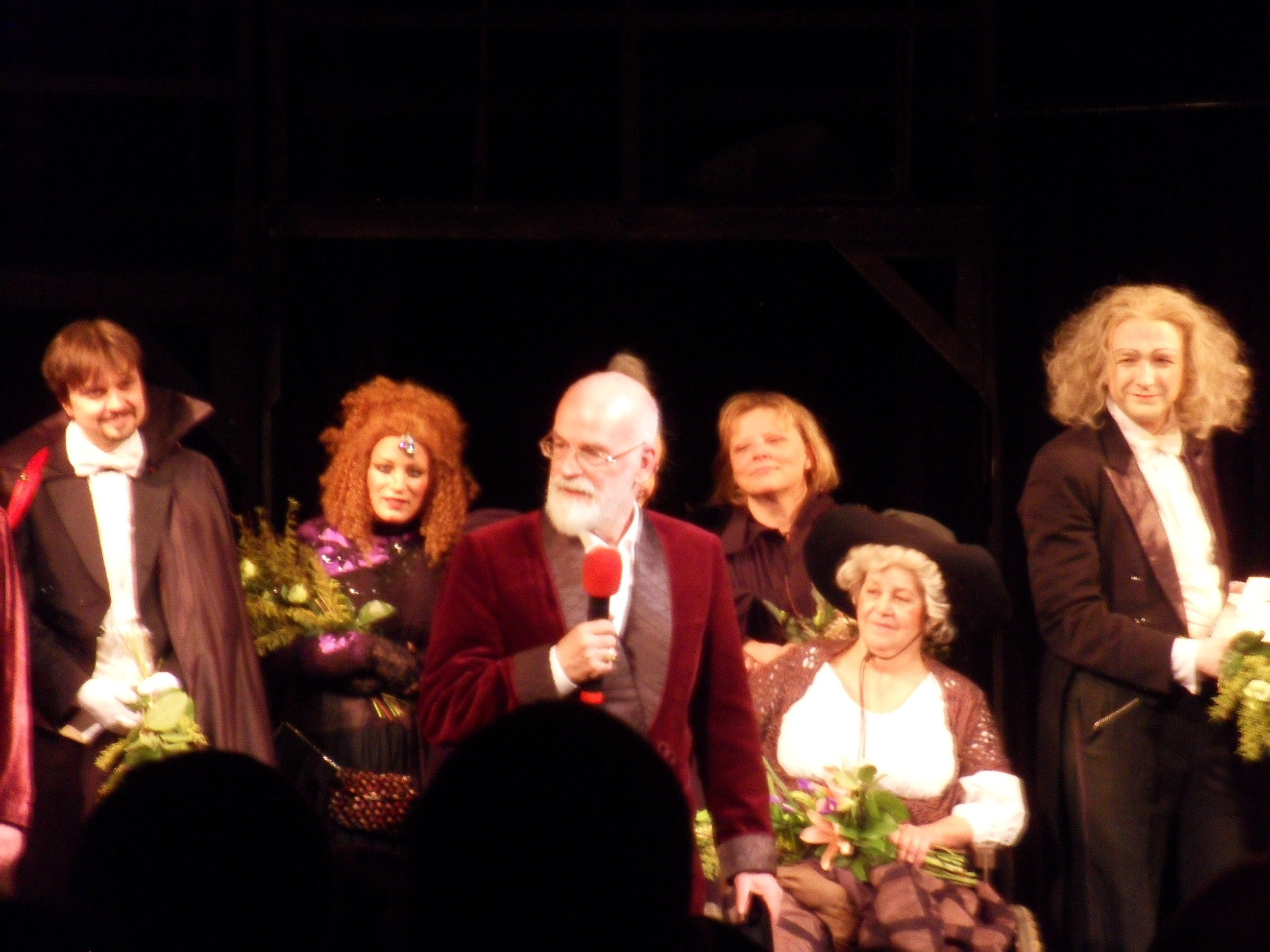
Proslov Terry Pratchetta po derniéře Maškarády v Divadle v Dlouhé. V pozadí někteří z herců inscenace.

Maškaráda byla jako jedna z několika Pratchettových knih zdramatizována Stephenem Briggsem, ve Spojeném království scénář vyšel v roce 1998. V Česku byla hra po úpravách uvedena v pražském Divadle v Dlouhé pod režijním vedením Hany Burešové jako Maškaráda čili Fantom opery, premiéra proběhla 12. dubna 2006. Na VII. Grand festivalu smíchu v Pardubicích 2007 hra zvítězila mezi odborníky i veřejností a také obdržela titul Komedie roku 2006, Helena Dvořáková v roli Anežky Nulíčkové dostala cenu za nejlepší ženský herecký výkon. Po 80 reprízách proběhla 27. února 2011 derniéra, které se zúčastnil i Terry Pratchett.
Maškarádu rovněž uvedlo ochotnické divadlo DS Vltavan v režii Lukáše Slepičky na svém Otáčivém hledišti v Týně nad Vltavou. Premiéra se konala dne 9. srpna 2020. Pro velký úspěch se Maškaráda opakuje i další rok a otevírá letní sezónu otáčivého hlediště a to v termínu 27. 6. 2021 - 3. 7. 2021.
Maškarádu rovněž uvedl v premiéře 26. 10. 2024 činoherní soubor Divadla Josefa Kajetána Tyla na Nové scéně v Plzni. V obsazení – Bábi Zlopočasná: Jana Kubátová, Stařenka Oggová: Kamila Šmejkalová a Anežka (Perdita) Nulíčková: Eliška Vocelová. Z hodnocení diváků na i-divadlo.cz: „…Kubátová se jako Esme patrně už narodila – tam bylo předem jasné, že v Plzni tuhle roli nikdo jiný hrát nemůže.“